# خافيير مانشيني
خافيير مانشيني (بالإسبانية: Javier Mancini) (19 يناير 1978 بمونتفيدو في الأوروغواي - ) هو لاعب كرة قدم أوروغواني في مركز الوسط. لعب مع مونتيفيديو واندررز ونادي روستوف وبوسطن ريفر وأوروغواي مونتفيدو وC.D. Técnico Universitario ‏.

## وصلات خارجية
- خافيير مانشيني على موقع قاعدة بيانات كرة القدم.إي يو (الإنجليزية)